# 天皇小説
天皇小説（てんのうしょうせつ）は、天皇・皇族を描いた小説。

## 主な天皇小説
- 小栗風葉『下士官』
- 島崎藤村『藁草履』
- 木下尚江『良人の自白』
- 中野重治『雨の降る品川駅』
- 中野重治『五勺の酒』
- 夏目漱石『こゝろ』
- 徳永直『太陽のない街』
- 小林多喜二『蟹工船』
- 堀田善衛『曇り日』
- 平林たい子『昭憲皇太后』
- 長田幹彦『小説 天皇』
- 小山いと子『皇后さま』
- 丹羽文雄『日本敗れたり』
- 小泉譲『小説 天皇裕仁』
- 中野雅夫『三人の放火者』
- 藤島泰輔『孤獨の人』
- 城山三郎『大義の末』
- 井伏鱒二『遥拝隊長』
- 今日出海『天皇の帽子』
- 火野葦平『天皇組合』
- 椎名麟三『美しい女』
- 戸田光典『御璽』
- 深沢七郎『風流夢譚』
- 井上光晴『双頭の鷲』
- 桐山襲『パルチザン伝説』
- 大江健三郎『セヴンティーン』
- 大江健三郎『父よ、あなたはどこへ行くのか?』
- 大江健三郎『われらの狂気を生き延びる道を教えよ』
- 大江健三郎『みずから我が涙をぬぐいたまう日』
- 大江健三郎『月の男』
- 三島由紀夫『憂国』
- 三島由紀夫『英霊の声』
- 見沢知廉『天皇ごっこ』
- 沼正三『家畜人ヤプー』
- 武田泰淳『富士』
- 中上健次『異族』
- 久世光彦『陛下』
- 矢作俊彦『あ・じゃ・ぱん』
- 林真理子『ミカドの淑女』
- 笙野頼子『なにもしてない』
- 島田雅彦『無限カノン』三部作 - 『彗星の住人』『美しい魂』『エトロフの恋』
- 星野智幸『ロンリー・ハーツ・キラー』
- 阿部和重『ニッポニアニッポン』
- 阿部和重『シンセミア』